# Termine del ghiacciaio

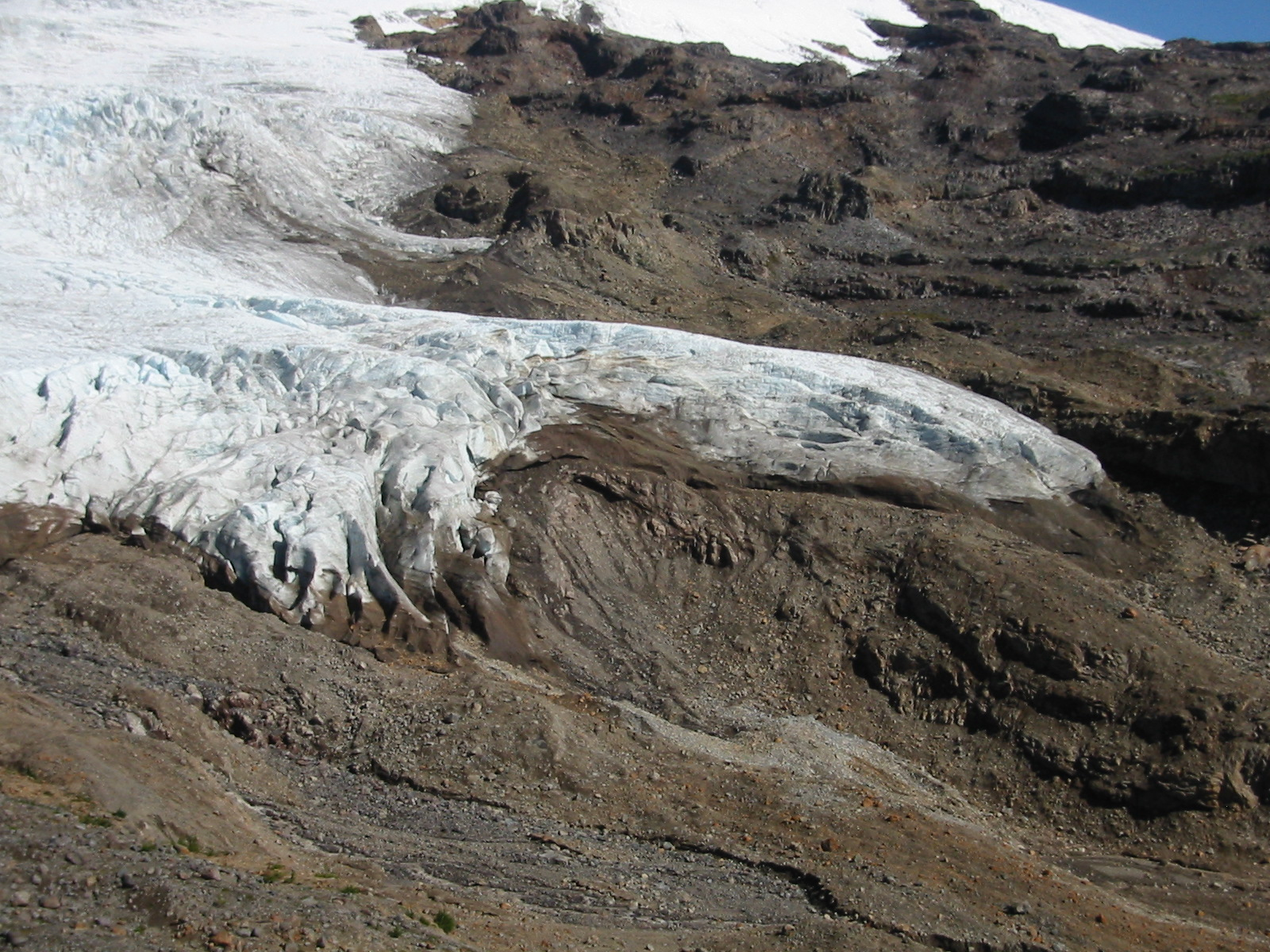
Un termine del ghiacciaio

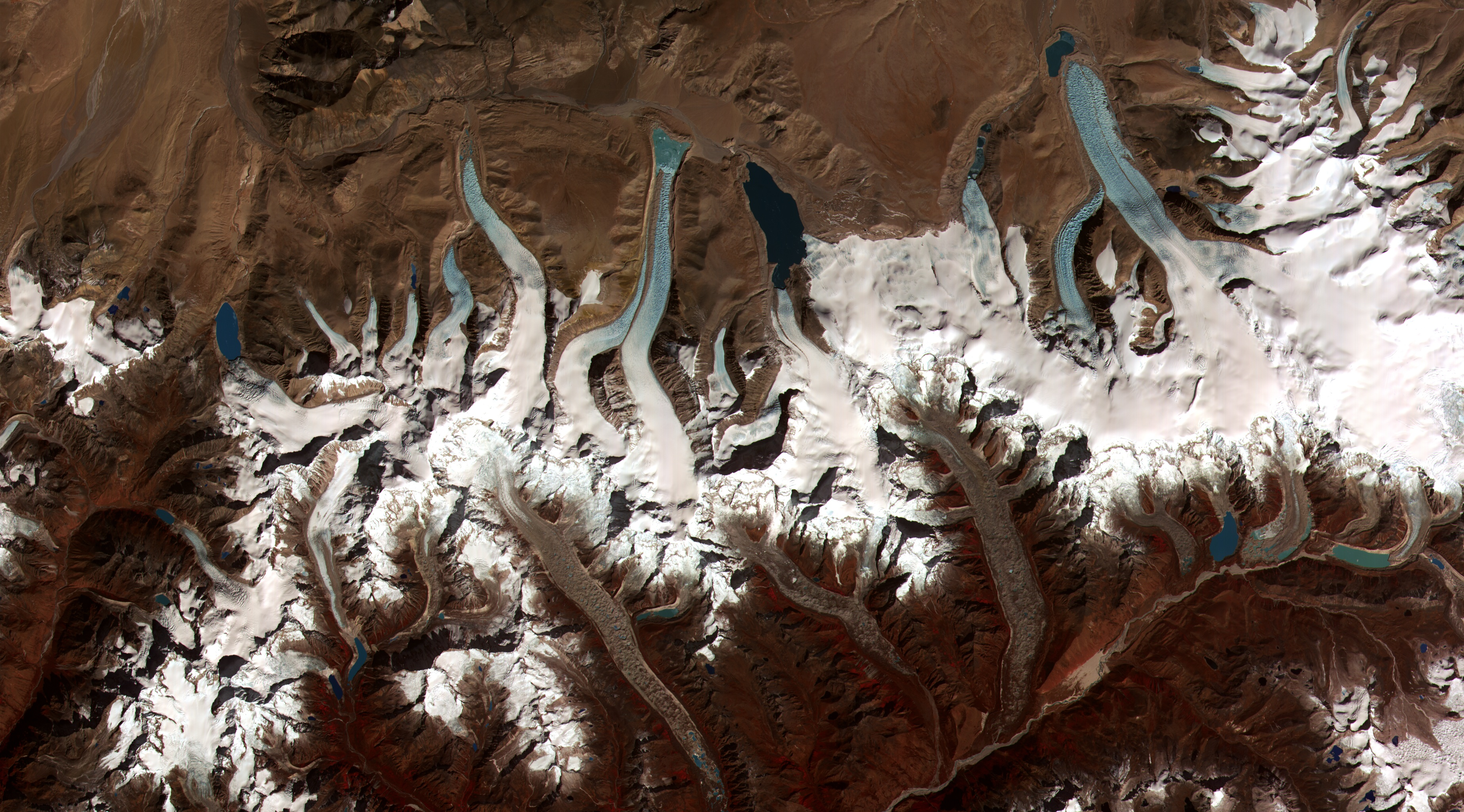
Veduta satellitare del cambiamento del termine del ghiacciaio nell'Himalaya (Bhutan)

Il termine del ghiacciaio (in lingua inglese glacier terminus o snout) è il confine (o limite o linea di demarcazione) tra il ghiacciaio e il suolo (privo della copertura del ghiaccio), riferito a ogni suo dato punto in un dato tempo. Sebbene i ghiacciai sembrino immobili all'osservatore, in realtà sono in un moto continuo e il termine del ghiacciaio è sempre in avanzamento o arretramento. La localizzazione del termine è spesso direttamente correlata al bilancio di massa del ghiacciaio, basato sulla quantità di neve caduta che si verifica nella sua zona di accumulo, in rapporto alla quantità che viene fusa nella zona di ablazione. La posizione di un termine del ghiacciaio è influenzata anche dalla temperatura locale o regionale che muta nel tempo.

## Rilevamento
Il rilevamento del mutamento nella posizione di un termine del ghiacciaio consiste in un metodo di monitoraggio del suo movimento. Il termine viene misurato periodicamente da una posizione fissa sulla vicina roccia in posto. La variazione di un termine del ghiacciaio misurata periodicamente da questa posizione fissa a diversi intervalli di tempo fornisce una registrazione del suo mutamento. Un tale tipo rilevamento consiste nel confrontare le fotografie della posizione del ghiacciaio scattate in tempi diversi.
L'aspetto del termine del ghiacciaio è determinato da molti fattori. Se il ghiacciaio è in fase di ritiro, di solito è leggermente inclinato dato che un ghiacciaio in fusione tende ad assumere questa forma. Ma ci sono molte condizioni che ne alterano l'aspetto tipico, compresa la presenza di campi termici e di varie sollecitazioni che provocano fratturazioni e feedback di fusione in conseguenza del distacco del ghiaccio e di altri fattori.
La fotografia sopra mostra il laghi glaciali formatisi dal ritiro dei termini glaciali sulla superficie dei ghiacciai coperti di detriti nel corso degli ultimi decenni nella regione dell'Himalaya (Bhutan).

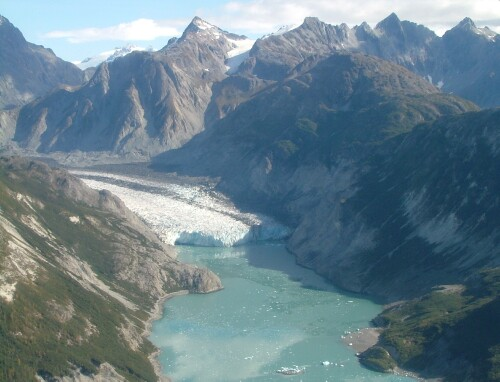
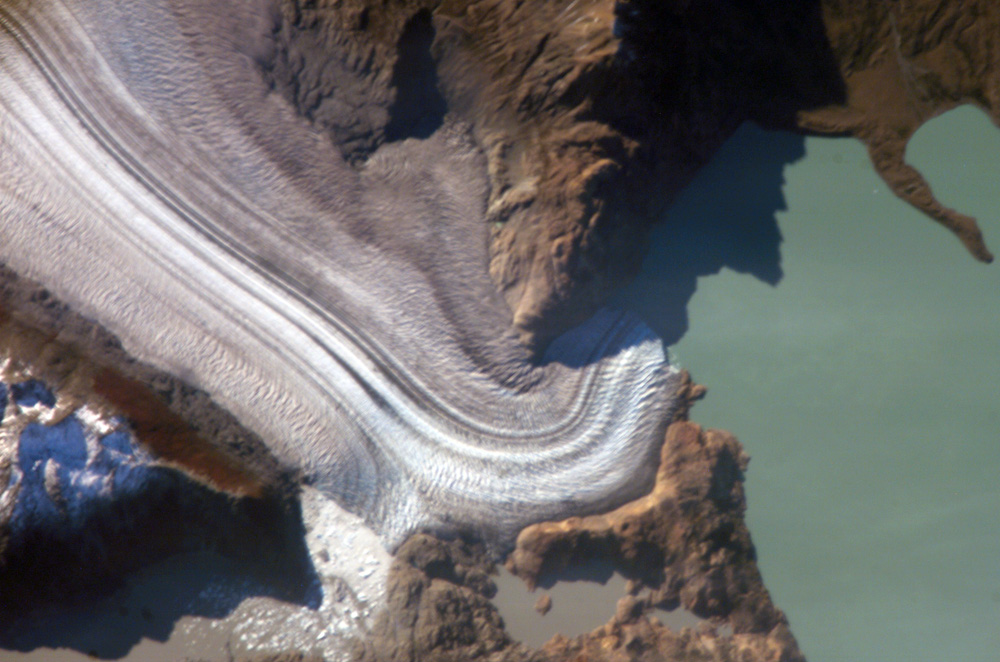
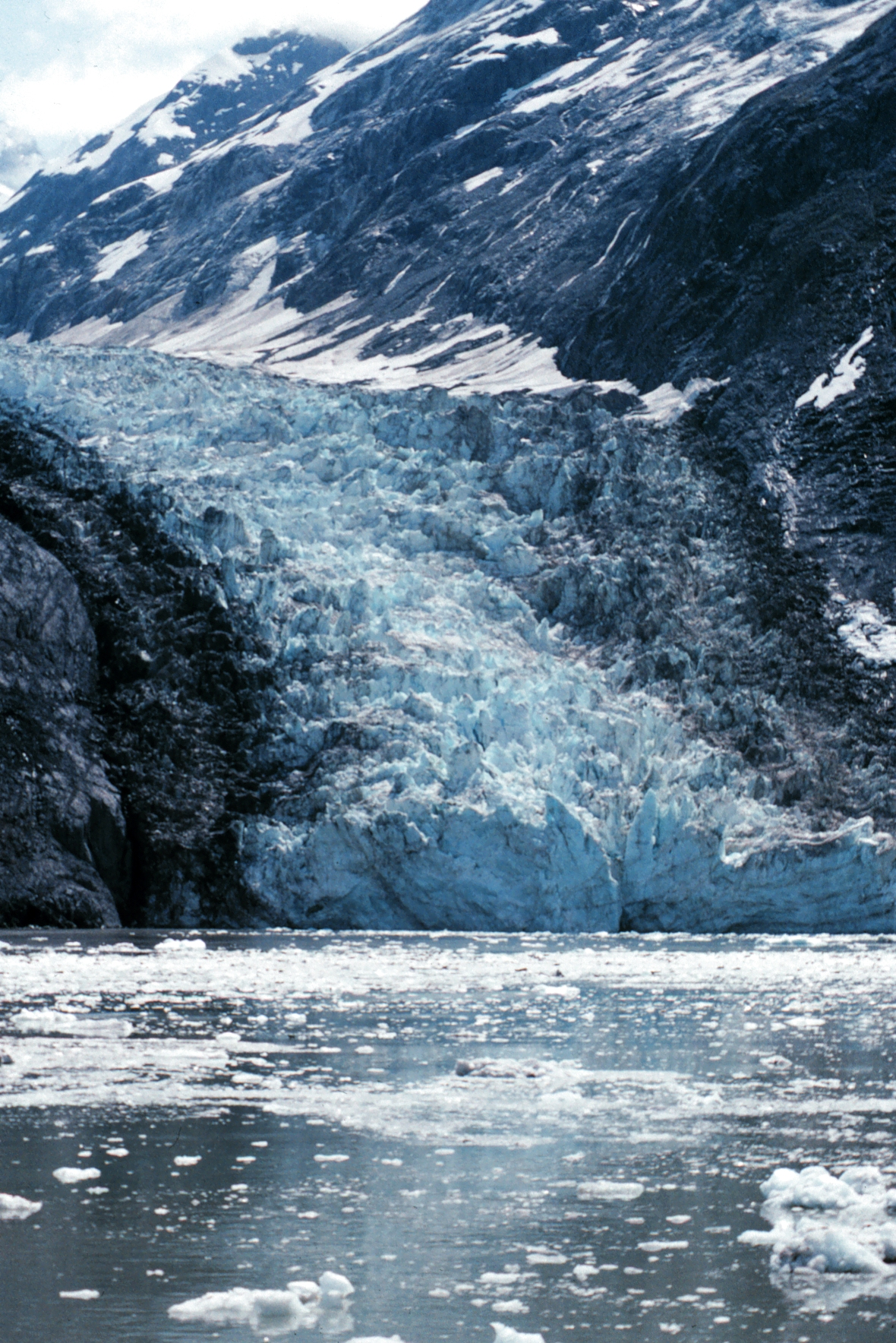